# 岑山市
岑山市（越南语：／）是越南清化省下辖的一个省辖市。面积44.97平方千米，2019年总人口108320人。

## 地理
岑山市位于清化省东部，马江入海处。北接弘化县，西接清化市，南接广昌县，东临北部湾。

## 历史
1981年12月18日，广昌县以岑山市镇、广祥社、广居社、广进社1市镇3社和广荣社荣山店析置岑山市社。
1983年9月29日，岑山市镇分设为长山坊和北山坊。
1995年12月6日，广祥社改制为中山坊。
2009年12月8日，广进社改制为广进坊。
2012年4月23日，岑山市社被评定为三级城市。
2015年5月15日，广昌县广洲社、广寿社、广荣社、广明社、广雄社、广大社6社划归岑山市社管辖。
2017年4月19日，岑山市社改制为岑山市；广居社改制为广居坊，广洲社改制为广洲坊，广寿社改制为广寿坊，广荣社改制为广荣坊。
2024年10月24日，越南国会常务委员会通过决议，自2025年1月1日起，广大社和广雄社合并为大雄社。

## 行政区划
岑山市下辖8坊2社，市人民委员会位于长山坊。
- 北山坊（Phường Bắc Sơn）
- 广洲坊（Phường Quảng Châu）
- 广居坊（Phường Quảng Cư）
- 广寿坊（Phường Quảng Thọ）
- 广进坊（Phường Quảng Tiến）
- 广荣坊（Phường Quảng Vinh）
- 中山坊（Phường Trung Sơn）
- 长山坊（Phường Trường Sơn）
- 大雄社（Xã Đại Hùng）
- 广明社（Xã Quảng Minh）

## 经济与旅游
岑山市位于南海海边，居民以旅游服务业为主，因为本市是以海滩风景闻名。早在1906年，法属时期就已出名。现已成为越南著名度假胜地。